# Malhador (kommun)
Malhador är en kommun i Brasilien.   Den ligger i delstaten Sergipe, i den östra delen av landet, 1 300 km öster om huvudstaden Brasília. Antalet invånare är 12 056.
Följande samhällen finns i Malhador:
- Malhador

Omgivningarna runt Malhador är huvudsakligen savann. Runt Malhador är det ganska tätbefolkat, med 139 invånare per kvadratkilometer.